# Tauese Sunia

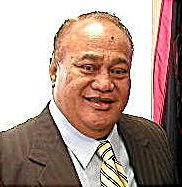
Tauese Sunia

Tauese Tuailemafua Pita Fiti Sunia (* 29. August 1941 in Fagatogo, Amerikanisch-Samoa; † 26. März 2003 auf dem Weg nach Hawaii) war ein US-amerikanischer Politiker. Zwischen 1997 und 2003 war er Gouverneur von Amerikanisch-Samoa.

## Werdegang
Tauese Sunia studierte am Kearney State Teacher’s College in Nebraska die Fächer Geschichte und politische Wissenschaften. Danach studierte er an der University of Hawaiʻi Pädagogik. In den folgenden Jahren arbeitete er als Lehrer im Schuldienst seiner Heimat. Er unterrichtete auch mit Hilfe des Fernsehens. Sunia war Verwaltungschef des American Samoa Community College und stellvertretender Bildungsminister von Amerikanisch-Samoa. Er studierte auch Jura und praktizierte in seiner Heimat. In den Jahren 1991 und 1992 war er Vorsitzender der dortigen Anwaltskammer. Politisch wurde er Mitglied der Demokratischen Partei. Von 1993 bis 1997 amtierte er als Vizegouverneur von Amerikanisch-Samoa.
Im Jahr 1996 wurde Tauese Sunia als Nachfolger von A. P. Lutali zum neuen Gouverneur von Amerikanisch-Samoa gewählt. Dieses Amt bekleidete er zwischen dem 3. Januar 1997 und seinem Tod am 26. März 2003. Er setzte sich für eine weitere Verbesserung des Bildungswesens ein und forderte unter anderem einen Internetzugang an den Schulen für alle Schüler, um die Lernmöglichkeiten zu verbessern. Außerdem wurden die Bildungsstandards erhöht. Sunia förderte auch das Gesundheitswesen. Er setzte sich auch für die Verbesserung der Infrastruktur und hier besonders für den Ausbau der Straßen ein.
Tauese Sunia war seit 1971 auch Diakon der Congregational Church in American Samoa. Seit 1996 fungierte er als deren Kirchenvorstand für die gesamten Vereinigten Staaten und Neuseeland. Er starb während eines Fluges nach Hawaii, wohin er zu einer medizinischen Behandlung fliegen wollte. Sein jüngerer Bruder Faoa war von 2003 bis 2013 ebenfalls Vizegouverneur von Amerikanisch-Samoa und bewarb sich im Jahr 2013 ohne Erfolg um das Gouverneursamt.